# 佐川満男
佐川 満男（さがわ みつお、1939年〈昭和14年〉11月9日 - 2024年〈令和6年〉4月12日）は、日本の歌手・俳優・タレント。兵庫県神戸市垂水区塩屋町出身。身長は168cm。血液型はO型。
ライターズ・カンパニー 、ミュージックオフィス合田、ハイブリッジ所属。

## 来歴・人物
貿易商を営む家の4人きょうだいの末っ子として、兵庫県明石郡垂水町（現：神戸市垂水区）塩屋で出生。父は佐川商店代表の佐川与一で、義兄（姉の夫）は栗田工業社長の佐川明で、甥（姉の子）に佐川一政がいる。ちなみに、実家の界隈は外国人の別荘地で、実家の洋館は建築から80年以上経ってなお現存する。
神戸市立塩屋小学校・神戸市立鷹取中学校を経て、神戸市立須磨高等学校を1年で中退した後に、英語によるカントリー・ミュージックの歌詞やギターによる演奏法を独学で身に付けた。やがて、神戸市の須磨界隈で活動していたロカビリーバンドにボーカルで参加すると、「白馬車」（神戸・新開地のジャズ喫茶）と「銀馬車」（当時有名だった大阪・難波のジャズ喫茶）のオーディションに合格。「銀馬車」でのオーディション合格翌日から、「クレイジー・バブルス」というバンドで内田裕也とツインボーカルを務めたところ、バンドは大きな人気を博した。昼は神戸・夜は難波で歌う多忙な日々が続いたことから、ボーカルを1名追加させる目的でオーディションを実施したところ、歌手志望の中村泰士が参加。この時は佐川曰く「人相が悪くて歌が下手」との理由で「クレイジー・バブルス」のメンバーになれなかったものの、後に作詞家・作曲家として佐川の人生に多大な影響を及ぼす。
「銀馬車」での東西ロカビリー大会で知り合った「ザ・スイング・ウエスト」の堀威夫から誘いを受けたことを機に上京すると、1960年に「二人の並木径」でビクターレコードから歌手デビュー。デビュー当初は、「佐川ミツオ」という名義を使用していた。「二人の並木径」を作曲したのはニール・セダカで、1960年に来日公演を開いた際には、「ザ・スイング・ウエスト」がバックバンドを務めていた。
デビューからしばらくは低調だったが、同年10月に発売された「無情の夢」が18万枚（1961年10月時点）の大ヒットになり、その後もリバイバルブームを追い風に「ゴンドラの唄」「背広姿の渡り鳥」などのヒット曲を連発。NHK紅白歌合戦には、デビュー2年目の1961年から2年連続で出場した。しかし、ネフローゼ症候群や結核でおよそ3ヶ月間の入院生活を余儀なくされたことや、有頂天になった反動で悪評が立ったことから人気が急降下。その最中に、自身のステージで前座を務めていた中村が、佐川の自宅でギターを弾きながら10分足らずで「今は幸せかい」という曲を作ってしまう。
佐川は「今は幸せかい」を音楽出版社に自ら持ち込んだものの、行く先々で門前払いに遭ったため、自費で500枚のレコードを製作。中村と2人で大阪の盛り場を回ったところ、有線放送のリクエスト件数で1位を記録したあげく、日本国内の全レコード会社からリリースを正式に打診された。結局、1968年に本名の「佐川満男」名義で、「リリースの条件が特に良かった」という日本コロムビアから「今は幸せかい」をリリース。およそ60万枚の大ヒットに至ったばかりか、翌1969年には、この曲をひっさげて『NHK紅白歌合戦』へ7年振りに返り咲いた。
1970年に『NHK紅白歌合戦』へ通算4回目（自身2度目の2年連続）出場を果たすと、1971年に同業者（歌手）の伊東ゆかりと結婚。「伊東の歌が元々好きだった」とのことで、結婚後に一人娘の宙美を授かったが、1975年の5月に離婚している。佐川が離婚後に語った話では、子どもの頃から歌っている伊東の才能や歌のうまさに嫉妬するあまり、伊東とたびたび口論していたという。津川雅彦長女誘拐事件（1974年）の犯人が警察に逮捕された後で、「最初は宙美を誘拐しようとして、仕事先から帰宅中の佐川が運転する乗用車を尾行していたが、佐川に途中で振り切られてしまった」と供述したことも、伊東との口論につながったとされる。結局、「人生をリセットしないといけない」と考えたあげく、離婚を機に「ルーマーズハウス・アスク」というクラブを大阪の北新地で開業。離婚の1ヶ月後（1975年6月）に開いた記者会見で「歌手を廃業する」と宣言したことによって、芸能界をいったん離れた。
「ルーマーズハウス・アスク」は150もの客席を擁するクラブで、永田カツ子を専属歌手に採用したほか、NHKや民放のドラマ関係者が「打ち上げ」の会場として使用していた。永田が結婚を機に専属歌手を退いてからは、シルヴィアがその座を引き継いでいたが、店内で歌っていたところを東京の芸能関係者からスカウト。このスカウトがきっかけで、ロス・インディオスに初代の女性ボーカリストとして加入した（加入中のグループ名は「ロス・インディオス&シルヴィア」）。
その一方で、中村は1977年に開いたリサイタルで、「かんにんしてや」という自作の楽曲を伊東とのデュエットで披露。この曲に惚れ込んだ佐川は、離婚から1年半しか経っていない伊東へデュエットを持ち掛けたうえで、レコードをまたしても自費で出そうと試みる。実際には伊東から提案を一蹴されたため、永田とのデュエット曲として、同年12月に「かんにんしてや」をリリース。この曲が佐川曰く「中ヒット」を記録したことや、NHKのディレクターからバーテンダー役でドラマへの出演を依頼されたことを受けて、1980年代に入ってから芸能活動を再開した。
芸能活動の再開後は、地元の関西を拠点に、主に俳優として映画やテレビドラマなどに出演している。もっとも、2003年に胃がんの手術で胃の2/3を切除。2018年には、「10年以上悩まされていた」という脊柱管狭窄症の手術で、腰に8本のボルトを入れられた。このような事情から、復帰後は関東地方での仕事を、映画・ドラマの撮影や懐メロ番組・コンサートへの出演などに限定。2016年には、自身の意向から、「芸能生活55周年大感謝祭～生前葬～」を地元の神戸市で開催した。大阪で鉄板焼1029も営んでいる。
もっとも、伊東や宙美との交流は離婚後も続いていて、「芸能生活55周年大感謝祭～生前葬～」にも2人揃って出演『徹子の部屋』（テレビ朝日）でも、2度にわたって共演している（2017年8月25日・2018年7月18日放送分）。佐川は、『徹子の部屋』へ出演した際に、「歌への考え方や仕事の質などが違っていたという意味で『格差婚』だった」と回顧。伊東と同年代の一般人女性と、1988年に再婚したことも明かした。出演後に語ったところによれば、再婚相手の女性ともいったん離婚したが、実母の介護を手助けされたことをきっかけに復縁したという。
ちなみに、「今は幸せかい」のリリース当時から現在まで髭を蓄えているが、公の場では当時から10年以上にわたってカツラをひそかに着用。カツラを着用していることは、家族や一部の関係者（前述した大阪での盛り場回りに司会者として同行していた上岡龍太郎など）にしか知られていなかった。しかし、1985年10月10日にNHK総合テレビで放送された短編ドラマシリーズ『私生活』第4話（「丘の上の白い家」）で定年を迎えたサラリーマン役を演じた際に、自身の意思でカツラを外して撮影へ参加。放送の5日前（10月5日）に関西テレビの『ノックは無用!』（上岡が司会を務めていた公開生放送番組）へ「コリゴリさん」（ゲスト）としてスタジオへ登場したところ、上岡から「新しいカツラで来たのか?」と水を向けられたため、最近（「丘の上の白い家」の撮影）までカツラを着用していたことを初めて公言した。さらに、2015年1月24日にNHKで放送された『バラエティー生活笑百科』（NHK大阪放送局制作の公開収録番組）へゲストで出演した際に、カツラを着用しなくなるまでの経緯を告白。「娘（宙美）は小学1年生の時に、自分が仕事に行く前に自宅の鏡台でカツラを着けている様子を不気味そうに見つめていた。ある日、仕事先から帰宅したところ、自宅で埃を被っていた愛車のトランクに『パパはハゲ』という娘の落書きが残されていた。その落書きから『（カツラを着けて仕事に出る自分の姿が）娘にとっては不自然』と悟ったので、カツラを脱ぐ決心が付いた」と語っている。
趣味は絵画の制作、料理、登山。絵画の制作については、小学生時代に画家の中西勝が主宰していた絵画教室へ通っていて、須磨高校からの中退後にも新開地の喫茶店で手ほどきを受けていた。中退後に「廃品」という油彩の抽象画を関西二紀展へ出品したところ、当時の最年少入選記録を樹立。しかし、ギターの演奏へのめり込んだことを境に、絵画の制作から40年以上遠ざかっていた。60歳になった2000年から『ちちんぷいぷい』（毎日放送）の「前略、旅先にて」（紀行ロケコーナー）に「旅人」（リポーター）として出演したことを機に、絵画の制作を再開。2011年9月28日に同コーナーの放送を終了するまで、11年余りにわたってロケで200ヶ所を訪れたほか、後年の放送では「ロケ先での風景をボール紙に描く」という独特の画法も披露していた。2008年4月16日には、ロケ中に描いた絵画の一部を所収した画集『前略、旅先にて -心はいつも旅の空- 』が、ぴあから刊行されている（ISBN 978-4835616988）。もっとも、佐川曰く「『旅をしながら絵を描きたい』という夢が60歳から叶ったものの、自分の画風を作ることができなかったので、『前略、旅先から』が終了してからは絵を一切描いていない」とのことである。
2023年に撮影した映画『あまろっく』の撮影中に体調不良を訴えており、2024年3月に入院。その後、容体が悪化し同年4月12日、胆嚢炎のため神戸市内の病院で死去した。84歳没。訃報は遺作となった『あまろっく』の封切り翌日となる同月20日に公表された。

## ディスコグラフィー

### 歌手としての代表曲
- 二人の並木道（デビュー曲　作曲：ニール・セダカ）
- ゴンドラの唄
  - 作詞：吉井勇、作曲：中山晋平
- 今は幸せかい
- かんにんしてや - リリースまでの経緯については前述
- 背広姿の渡り鳥
- フランス人のように
  - 作詞：橋本淳 / 作曲：筒美京平

### シングル
ビクターレコード
- 二人の並木道（1960年7月5日、VS-366）
  - 作詞：東島竜次 / 作曲：ニール・セダカ / 編曲：寺岡真三

（c/w 恋をしようよ）
- 可愛いあの娘は拾と六（1960年9月、VS-385）
  - 作詞：東島竜次 / 作曲：植田嘉明

（c/w 僕の夢）
- ダッコちゃん（1960年9月、VS-403）
（c/w みんなうそっぱち）※歌唱：ブラック・キャッツ
- 無情の夢（1960年10月、VS-414）
  - 作詞：佐伯孝夫 / 作曲：佐々木俊一 / 編曲：寺岡真三

（c/w 恋すりゃつらい）
- 東京小僧（1960年11月、VS-421）
  - 作詞：佐伯孝夫 / 作曲：吉田正 / 編曲：寺岡真三

（c/w 泣き虫坊や）
- 淋しい夜は（1960年12月、VS-456）
  - 作詞：佐伯孝夫 / 作曲：吉田正 / 編曲：寺岡真三

（c/w 帰らぬ青春）
- ゴンドラの唄（1961年3月、VS-479）
  - 作詞：吉井勇 / 作曲：中山晋平 / 編曲：寺岡真三

（c/w 煙草屋の娘）※共演：渡辺マリ
- 背広姿の渡り鳥（1961年5月、VS-486）
  - 作詞：宮川哲夫 / 作曲：渡久地政信 / 編曲：渡久地政信

（c/w 恋はズキズキ）
- 熱海ブルース（1961年4月、VS-494）
（c/w 湯島の白梅）
- 霧とブルースの街（1961年、VS-504）

（c/w 星の流れに）※歌唱：渡辺マリ
- サレンダー（1961年6月、VS-524）※歌唱：清原タケシ

（c/w アイアイアイ）※共演：清原タケシ
- 初恋三田浜節（1961年7月、VS-550）
（c/w ぶんがちゃっか節）
- 逢いたいなァママ（1961年8月、VS-555）
  - 作詞：佐伯孝夫 / 作曲：吉田正 / 編曲：吉田正

（c/w 哀愁のジャズ喫茶）
- チャンチキ三度笠（1961年10月、VS-574）
  - 作詞：吉岡静夫 / 作曲：大村能章 / 編曲：佐野雅美

（c/w 想い出波止場）
- 恋しいユリコ（1961年11月、VS-591）
  - 作詞：佐伯孝夫 / 作曲：吉田正 / 編曲：寺岡真三

（c/w この涙誰か知る）
- 涙の渡り鳥（1961年11月、VS-593）
（c/w 君待てども）※歌唱：松尾和子
- 勘太郎月夜唄（1961年12月、VS-607）
  - 作詞：佐伯孝夫 / 作曲：清水保雄

（c/w 矢車草の唄）
- 波止場仁義（1962年1月、VS-620）
（c/w ほんとかい、かい節）※共演：渡辺マリ
- 若者よ恋をしよう（1962年2月、VS-643）
  - 作詞：川内康範 / 作曲：鈴木庸一 / 編曲：寺岡真三

（c/w 思い出横丁）
- 山男の唄（1962年、VS-700）
  - 編曲：竹村次郎

（c/w 星空のあなた）※歌唱：明石光司、内海京子、ともしび・コーラス
- 太陽に向って（1962年5月、VS-702）
  - 作詞：山上路夫 / 作曲：いずみたく / 編曲：いずみたく

（c/w 泣いたりなんかしないけど）
- 片想い（1962年5月、VS-709）
  - 作詞：吉岡静夫 / 作曲：大野正雄 / 編曲：寺岡真三

（c/w 東京の河）
- どないしよう（1962年6月、VS-728）
（c/w ハイティーン旅笠）
- 想い出の虹（1962年7月、VS-747）
（c/w いたずらっこのキューピット）※歌唱：内海京子
- 三年鴉（1962年11月、VS-845）
（c/w 泣きたい時には）
- 泣いちゃいないさ（1963年1月、VS-891）
  - 作詞：伊吹とおる / 作曲：鈴木庸一 / 編曲：宮脇知美

（c/w 帰って来たんだ）※歌唱：宮島三郎
- 鈴懸の径（1963年3月、VS-931）※共演：和田弘とマヒナスターズ、北村英治とクインテット
  - 作詞：佐伯孝夫 / 作曲：灰田有紀彦 / 編曲：和田弘・北村英治

（c/w 森の小径）※歌唱：和田弘とマヒナスターズ、北村英治とクインテット
- 明日に夢を持ちましょう（1967年3月、SV-527）※共演：ベニ・シスターズ
（c/w 東京恋唄）

コロムビアレコード
- 今は幸せかい（1968年10月10日、LL-10073-J）
  - 作詞：中村泰士 / 作曲：中村泰士 / 編曲：小林亜星

（c/w 甘い嘘）
- ありがとうあなた（1969年2月、LL-10086-J）
  - 作詞：西川ひとみ / 作曲：中村泰士 / 編曲：川口真

（c/w 素直じゃないよ）
- フランス人のように（1969年7月25日、LL-10100-J）
  - 作詞：橋本淳 / 作曲：筒美京平 / 編曲：筒美京平

（c/w たそがれの街）
- 泣いたらいいよ（1969年12月10日、LL-10117-J）
  - 作詞：中村泰士 / 作曲：中村泰士

（c/w かわいそうな女）
- 白い朝（1970年3月10日、LL-10125-J）
  - 作詞：山上路夫 / 作曲：三木たかし

（c/w 肌をよせて）
- いつでもどうぞ（1970年6月1日、LL-10139-J）
  - 作詞：中村泰士 / 作曲：中村泰士 / 編曲：森岡賢一郎

（c/w 最后の朝食）
- 別れの時が来た（1970年10月10日、LL-10149-J）
  - 作詞：阿久悠 / 作曲：中村泰士

（c/w 白い涙）
- 別れ話（1969年、LL-10159-J）
（c/w 女の意地）
- 恋の片道切符（1971年、LL-10171-J）
  - 作詞：HANK HUNTER / 作曲：JACK KELLER

（c/w カレンダー・ガール）
- ちょっと待って下さい（1971年11月10日、LL-10182-J）
  - 作詞：Loyal Garner / 訳詞：香取治 / 作曲：Jeanne Nakashima / 編曲：馬飼野俊一

（c/w 女の星）
- 女の四季（1972年3月25日、LL-10189-J）
  - 作詞：どいあきら / 作曲：中村泰士 / 編曲：高田弘

（c/w 黒薔薇の詩）
- 街（1972年9月、P-302）
  - 作詞：中村泰士 / 作曲：中村泰士 / 編曲：川口真

（c/w 白いドレス）
- 離婚（第一章）（1975年、P-427）
  - 作詞：山口洋子 / 作曲：中村泰士

（c/w 離婚（第三章））

ポリドール
- かんにんしてや（1977年12月21日、DR-6170）※共演：永田カツコ
  - 作詞：中村泰士 / 作曲：中村泰士

（c/w メロ・ドラマ）※共演：永田カツコ

トーラスレコード・東芝EMI
- 男は風（1987年9月5日、07TR-1165）
  - 作詞：中村泰士 / 作曲：中村泰士

（c/w 夢見がち…かな）

フリーボード
- かんにんしてや（2001年6月20日、FBDX-1001）※共演：伊東ゆかり
  - 作詞：中村泰士 / 作曲：中村泰士 / 編曲：川口真

（c/w 不埒な蜃気楼）

### オリジナル・アルバム
1. 今は幸せかい（1969年3月10日、YS-10058-J）
2. 女のバラード（1970年、YS-10080-J）
3. 愛のハーモニー（1975年1月25日、JDX-7046）※共演：伊東ゆかり
4. ワン・レイニー・ナイト・イン・大阪／かんにんしてや〜中村泰士アダルト・メッセージ（1978年、MR-3123）※共演：永田カツコ
5. DAY BY DAY（1991年10月25日、SRCL-2193）※共演：中村泰士、桃井かおり、夏木マリ、中村優子
6. かんにんしてや（2001年5月21日、FBCX-1001 / FBTX-1001）※共演：伊東ゆかり / ミニ・アルバム

## 出演

### テレビドラマ
- 木下恵介劇場（TBS）
  - 記念樹 第15話「別れの日の葉桜」（1966年） - 孝二 役
- 土曜日曜月曜（1981年、TBS）
- 銀河テレビ小説（NHK）
  - 新・青春戯画集（1984年） - 南 役
  - 母の言いぶん（1989年）
- 新・なにわの源蔵事件帳 第2話「人力車は往く」（1984年、NHK）
- 火曜サスペンス劇場（NTV）
  - 「電話魔」（1984年5月）
  - 「誰かが見ている」（1986年10月）
- 遠山の金さん 第2シリーズ 第23話「さらば愛しき夫よ!」（1986年、ANB・東映）
- 京都紫野殺人事件（1986年、フジテレビ）
- 女優競演サスペンス「優しみの罠」（1987年、KTV・ジェイミック）
- 軽井沢-東京 女子大生たちの危ないゲーム（1988年、ABC・東通企画）
- 織田信長（1989年、TBS） - 今川義元 役
- 土曜ドラマ（NHK）
  - 恋愛模様（1990年） - 康雄 役
  - とおせんぼ通り（1992年） - 天間栄作 役
  - 夫婦善哉（2013年8月24日）
- もう誰も愛さない（1991年、フジテレビ）
- 近松青春日記（1991年） - 貞吉 役
- 必殺仕事人・激突! 第19話「秀、女絵師のモデルになる」（1992年、ABC・松竹） - 篠屋文左衛門 役
- いのちの現場からシリーズ（MBS・ドラマ30） - 児玉浩 役
- 名探偵・金田一耕助シリーズ（TBS・東阪企画）
  - 迷路の花嫁（1993年） - 本道千代吉 役
  - 悪魔の花嫁（1995年） - 木田大助 役
- 連続テレビ小説（NHK、いずれも大阪制作）
  - ぴあの（1994年）
  - やんちゃくれ（1998年）
  - オードリー（2000年） - 中山八郎 役
  - だんだん（2008年） - 山田幹太 役
  - カーネーション（2012年） - 加瀬譲の父 役
  - マッサン（2014年） - 佐渡 役
  - べっぴんさん（2016年） - 橋詰 役
  - わろてんか（2017年） - 浅井治五郎（アサリの祖父） 役
  - おちょやん（2020年） - 峰岸社長 役
  - カムカムエヴリバディ（2021年） - 笹川光臣 役
- 異人館通りの聖夜（1995年、MBS） - 西村謙蔵 役
- 毛利元就（1997年、NHK・大河ドラマ） - 弘中隆兼 役
- ドラマ新銀河（NHK）
  - この指とまれ2（1997年） - 大熊保夫 役
- 鬼平犯科帳 第7シリーズ 第11話「毒」（1997年、フジテレビ / 松竹） - 山口天竜 役
- ふたつの愛（1998年、NHK大阪・水曜ドラマの花束）
- 眠れる森（1998年、フジテレビ）
- 剣客商売 第1シリーズ 第10話「兎と熊」（1998年、フジテレビ / 松竹） - 曽我権左衛門 役
- 土曜ワイド劇場
  - 「ジャンボ宝くじ1億5千万が当たった女!連続殺人1」（1998年、ABC・松竹） - 杉山吾一 役
  - 「京都の芸者弁護士3」（1999年、ABC・松竹）
  - 「狩矢父娘シリーズ2 京都～札幌雪まつり連続殺人事件」（2002年、ANB・東映） - 北原昇次 役
  - 「 京都のテミス女裁判官1、2」（2003年・2004年、ABC・松竹）
  - 「新・赤かぶ検事奮戦記16」（2004年、ABC・松竹）
  - 「京都殺人案内28・音川音次郎刑事の一番長い日!」（2005年12月17日放送、ABC・松竹）
- 終のすみか（1999年、NHK大阪・ドラマ館）
- 祇園囃子（2005年、EX・石原プロモーション）
- 水戸黄門（TBS / C.A.L）
  - 第29部 第5話「波瀾万丈の旅立ち -甲府-」、第19話「謎の俳諧師を追え! -高田-」（2001年4月30日・8月6日） - 松尾芭蕉 役
  - 第30部 第24話「我ら御老公の名代なり! -松山-」（2002年6月24日） - 松尾芭蕉 役
  - 第31部 第22話「陰謀渦巻く福岡城 -下関・博多-」（2003年3月24日） - 米三 役
  - 第33部 第22話「大対決！八百八町は日本晴れ -江戸-」（2004年9月20日） - 菱川師宣 役
  - ナショナル劇場50周年記念特別企画スペシャル （2006年3月13日） - 作造 役
  - 第37部 第6話「家族涙の隠し金山 -佐渡-」（2007年5月14日） - 留吉 役
  - 第41部 第11話「夢にまで見たお母さん -大坂-」（2010年6月21日）- 伊豆屋 役
- かんさい特集 「おかんの逆襲〜我が家のリフォーム戦争〜」（2009年7月、NHK大阪・関西地域）、（2009年9月、全国放送）
- おみやさん
  - 第4シリーズ（2005年） - 風間悟堂 役
  - 第8シリーズ（2011年） - 前橋徹 役
- 蹴鞠師（2006年12月29日、KTV） 錦戸亮他共演
- 相棒 ten  第8話「フォーカス」（2011年12月7日、テレビ朝日） - 北練馬町交番に勤務する交番相談員 谷川正良 役
- タイトロープの女（2012年1月-2月、NHK・ドラマ10） - 橋本昌治 役
- 科捜研の女 （テレビ朝日 / 東映）
  - 科捜研の女 第13シリーズ 第8話（2013年12月12日） - 泉川祥英 役
  - 科捜研の女 第14シリーズ 第7話（2014年11月27日） - 泉川祥英 役
  - 科捜研の女 第19シリーズ 第22話（2019年11月28日） ‐ 辻正孝 役
- 松本清張 球形の荒野（2014年3月9日、BS日テレ） - 笹島恭三 役
- 鵜飼いに恋した夏（2014年11月12日、NHK BSプレミアム） - 高橋 役
- 京都人の密かな愉しみ
  - エピソード1（2015年1月3日）- ヒースロー教授に、将軍塚青龍殿見学を仲介する「京都在住のしかるべき人間」
  - エピソード4（2015 年8月15日） - 月待ちの笛　- 古美術「雨月」の店主の放蕩を嗜める謎の京都人 役　
  - エピソード5（2017年5月13日）- 京都人物語　逢瀬の桜　- 陶器店「三国石」店主 役
- わたしをみつけて 第1回（2015年11月24日、NHK総合） - 坂本 役
- ちかえもん （2016年1月14日-2月、NHK総合） - 天満屋吉兵衛 役
- 地域発ドラマ あったまるユートピア（2018年1月24日、NHK BSプレミアム[19]）
- 夕凪の街 桜の国（2018年8月6日、NHK総合） - 打越アキラ（老年期） 役
- 不惑のスクラム（2018年、NHK総合） - 弁護士 役
- 遺留捜査（2019年2月24日、テレビ朝日） - 宗方透 役
- スローな武士にしてくれ〜京都 撮影所ラプソディー〜（2019年3月23日、NHK BSプレミアム） - 玉村寿一 役

### 映画
- 無鉄砲大将 (1961年、日活)
- 必殺! III 裏か表か（1986年、松竹・朝日放送） - 梅市 役
- 極道の妻たちシリーズ
  - 極道の妻たち （1986年、東映）
  - 極道の妻たちII（1987年、東映） - 重宗組幹部 亀田修三 役
  - 極道の妻たち 死んで貰います（1999年、東映） - 拝島安次 役
- パ★テ★オ（1992年、フジテレビ / 松竹） -  秋山武 役
- 難波金融伝・ミナミの帝王 劇場版 PART6 偽装結婚（1995年）
- 借王2（1997年、日活） - 白川組組長 役
- 大阪ビッグ・リバー・ブルース 平成名探偵 阪田京介 2[20]（1997年、シネロケット） - 塩見刑事 役
- 新・仁義なき戦い（2000年、東映）
- 亡国のイージス（2005年、日本ヘラルド映画＝松竹）
- 最後の忠臣蔵（2010年、角川映画）
- 忍たま乱太郎 夏休み宿題大作戦!の段（2013年、東映） - 横槍入十郎 役
- 罪の声（2020年10月30日、東宝） - 秋山宏昌 役
- あまろっく（2024年4月19日、ハピネットファントム・スタジオ） - 高橋鉄蔵 役[21][22] ※遺作

### バラエティー番組
- NTV紅白歌のベストテン（NTV） 第1回ゲスト
- 大人はおとな（ytv）
  - 中村泰士と共にメインホストとして出演。
- ちちんぷいぷい（毎日放送）
  - 「前略、旅先にて」で旅人として出演。ロケ先での風景を絵画として描いていた。（2000年7月5日 - 2011年9月28日）

### ラジオ番組
- 佐川満男のブギウギ神戸丸（ラジオ関西）

### ラジオドラマ
- FMシアター（NHK-FM）
  - 「ポンソンファ」（2002年8月24日、NHK大阪制作）
  - 『ともに帰らん』（2016年8月6日、NHK大阪制作） - 太一の父 役[23]
- 永訣の夜、黄金の朝（2019年3月31日、MBSラジオ） - 主演・芹沢緑郎 役[24]

### CM
- ディノ-バランス（常盤薬品工業） - 中村泰士と共演

## NHK紅白歌合戦出場歴
| 年度/放送回               | 回 | 曲目           | 出演順 | 対戦相手   | 備考 |
| ------------------------- | -- | -------------- | ------ | ---------- | ---- |
| 1961年（昭和36年）/第12回 | 初 | 背広姿の渡り鳥 | 23/25  | 森山加代子 |      |
| 1962年（昭和37年）/第13回 | 2  | 太陽に向って   | 15/25  | 及川三千代 |      |
| 1969年（昭和44年）/第20回 | 3  | 今は幸せかい   | 14/23  | 黛ジュン   |      |
| 1970年（昭和45年）/第21回 | 4  | いつでもどうぞ | 5/24   | 森山加代子 |      |

注意点
- 出演順は「出演順/出場者数」で表す。